# José Moncebáez
José Moncebáez (* 8. August 1918 in Mexiko-Stadt; † 3. März 2009 ebenda), auch bekannt unter dem Spitznamen Don Monche, war ein mexikanischer Fußballtrainer und -spieler auf der Position des Torwarts. 

## Leben

### Stationen als Spieler
Trainer Guillermo Aguilas Álvarez holte Moncebáez 1940 als Ersatztorwart für den legendären Raúl „Pipiolo“ Estrada zum Club Atlante. 1942 wechselte Moncebáez zum Stadtrivalen América. Später spielte er noch für Marte und Zacatepec. Mit dem letztgenannten Verein gewann er in der Saison 1950/51 die Zweitligameisterschaft und schaffte den Aufstieg in die Primera División.

### Stationen als Trainer
Auch bei seinem Debüt als Trainer der Reboceros de La Piedad in der Saison 1951/52 gewann er auf Anhieb die Zweitligameisterschaft und schaffte somit ein Jahr nach diesem Erfolg als Spieler auch als Trainer den Aufstieg in die Primera División. Einen weiteren Erfolg verbuchte er in der Saison 1966/67, in deren Vorrunde er den Deportivo Toluca FC betreut hatte, der am Ende derselben Saison unter Ignacio Trelles  seinen ersten Meistertitel gewann.
In der Saison 1970/71 bewahrte er die Diablos Blancos de Torreón vor dem Abstieg und in der folgenden Saison betreute er den CF Laguna, die seinerzeit andere Erstliga-Mannschaft der nordmexikanischen Stadt Torreón. 
Anfang 1979 betreute er die mexikanische Nationalmannschaft für ihre drei Testspiele gegen die Auswahl der Sowjetunion, die mit dem Gesamtergebnis von 2:2 endeten: einem 1:0-Sieg am 6. Januar und einer 0:1-Niederlage am 31. Januar folgte am 8. Februar 1979 ein 1:1. Anschließend betreute er die mexikanische U-20-Nationalmannschaft bei der Junioren-Fußballweltmeisterschaft 1979.
Seine letzte Station als Cheftrainer war Monarcas Morelia, dessen Erstligamannschaft er von Januar bis November 1982 betreute.

## Erfolge

### Als Spieler
- Mexikanischer Zweitligameister: 1950/51 (mit Zacatepec)

### Als Trainer
- Mexikanischer Zweitligameister: 1951/52 (mit La Piedad)